# Violettgrauer Eulenspinner

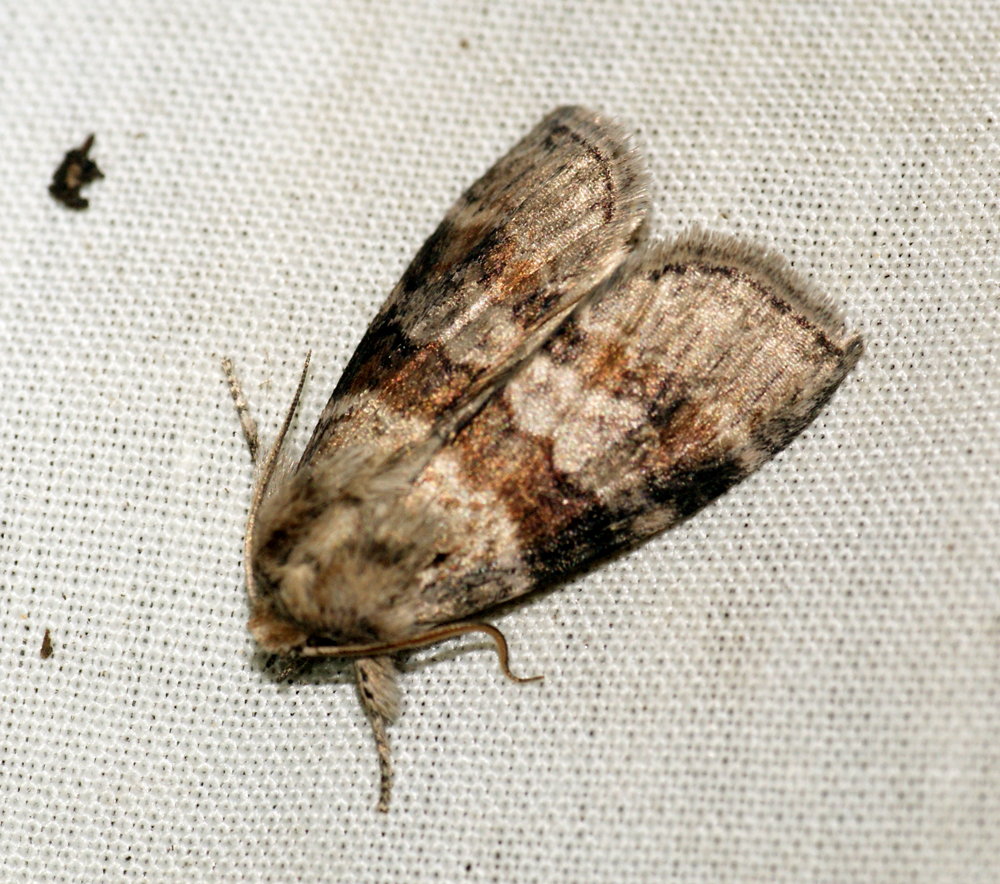
Violettgrauer Eulenspinner

Der Violettgraue Eulenspinner (Cymatophorina diluta) ist ein Schmetterling aus der Familie der Eulenspinner und Sichelflügler (Drepanidae).

## Merkmale
Die Vorderflügel der Falter sind ihrem Namen entsprechend violettgrau, wobei der Flügel durch zwei braune Querbinden in drei Teile geteilt wird. Diese Streifen sind im mittleren der drei Flügelabschnitte schwarz begrenzt. Das Saumfeld und die Mittelbinde sind dunkelgrau, während die Hinterflügel weiß sind.

## Vorkommen
Die Tiere sind insbesondere in Mittel- und Südosteuropa und den südlichen Teilen der britischen Inseln anzutreffen. Östlich reicht ihre Verbreitung bis ans Schwarze Meer. Ihr bevorzugter Lebensraum sind lichte und warme Eichenwälder.

## Lebensweise

### Flug- und Raupenzeiten
Die Tiere fliegen in einer Generation von Anfang August bis Anfang Oktober. Die Raupen findet man von Mai bis Juni.

### Nahrung der Raupen
Die Raupen ernähren sich von Eichen (Quercus).

## Entwicklung
Die Raupen der Falter sind schmutzig weiß gefärbt und leben in der Kronenregion ihrer Futterpflanzen. Dabei ruhen sie in einer Hufeisenform in zusammengesponnenen Blättern. Die Verpuppung erfolgt in oder am Boden, die Überwinterung erfolgt im Eistadium. 